# 전남테크노파크
전남테크노파크는 전남에 위치한 테크노파크이다. 전라남도 순천시 해룡면 율촌산단4로 13(선월리 908)에 위치하고 있다.